# Kozłówko (Mazovie)
Pour les articles homonymes, voir Kozłówko.
Kozłówko (prononciation : [kɔˈzwufkɔ]) est un village polonais de la gmina de Drobin dans le powiat de Płock de la voïvodie de Mazovie dans le centre-est de la Pologne.

## Histoire
De 1975 à 1998, le village appartenait administrativement à la voïvodie de Płock.